# الباني (رماح)
الباني، هي قرية من فئة (ب) تقع في محافظة رماح، والتابعة لمنطقة الرياض في السعودية. وتبعد الباني عن محافظة رماح بمسافة تقارب () كم.